# Skara, Skånings och Valle tingslag
Skara, Skånings och Valle tingslag var ett tingslag i Skaraborgs län.
Tingslaget bildades den 1 januari 1944 (enligt beslut den 17 juni 1943) genom av ett samgående av Skånings och Valle tingslag och Skara rådhusrätt. Den 1 januari 1948 upplöstes tingslaget för att bilda Skarabygdens domsagas tingslag tillsammans med Vilske tingslag.
Tingslaget ingick i Skarabygdens domsaga, bildad den 1 januari 1944.

## Kommuner
Tingslaget bestod den 1 januari 1944 av följande kommuner:
I Skånings härad:
- Edsvära landskommun
- Fyrunga landskommun
- Händene landskommun
- Härjevads landskommun
- Härlunda landskommun
- Jungs landskommun
- Kvänums landskommun
- Marums landskommun
- Norra Vånga landskommun
- Skallmeja landskommun
- Synnerby landskommun
- Trässbergs landskommun
- Vinköls landskommun
- Västra Gerums landskommun
- Saleby landskommun
- Skånings-Åsaka landskommun
- Öttums landskommun

I Valle härad:
- Bolums landskommun
- Eggby landskommun
- Häggums landskommun
- Istrums landskommun
- Norra Lundby landskommun
- Norra Vings landskommun
- Varnhems landskommun
- Skärvs landskommun
- Stenums landskommun
- Öglunda landskommun

I före detta Skara rådhusrätt:
- Skara stad

### Fotnoter
1. ↑   (PDF) Folkräkningen den 31 december 1945, I, Areal och folkmängd inom särskilda förvaltningsområden m.m., Befolkningsagglomerationer. Stockholm: Statistiska centralbyrån. 1947. sid. 64 & 140. Arkiverad från originalet den 25 oktober 2014. https://www.webcitation.org/6TamDOErk?url=http://www.scb.se/Grupp/Hitta_statistik/Historisk_statistik/_Dokument/SOS/Folkrakningen_1945_1.pdf. Läst 25 oktober 2014 Arkiverad 24 september 2015 hämtat från the Wayback Machine.